# Centro informazioni volo
Un  Centro informazioni volo in lingua inglese Flight Information Centre, in inglese americano  Flight Information Center, abbreviato in FIC, è un ente dei servizi del traffico aereo istituito allo scopo di fornire il Servizio Informazioni Volo (FIS) e il servizio di allarme (ALRS), all'interno di uno spazio aereo definito come  regione informazioni volo (FIR).
Ciascun FIC è identificato con il nome della città o località più vicina all'ubicazione dell'ente.

## Caratteristiche
Un centro informazioni volo è l'ente deputato a fornire i servizi FIS e ALRS all'interno delle FIR, anche se in taluni casi la responsabilità della loro erogazione può essere assegnata a un altro ente dei servizi del traffico aereo purché sia adeguatamente equipaggiato per svolgere tali funzioni.
In generale un FIC fornisce a un volo informazioni sulle condizioni meteorologiche, sull'operatività degli ausili alla navigazione disponibili lungo la rotta e altri argomenti che possano avere risvolti importanti sulla condotta della navigazione quali  rischi di collisioni con altro traffico aereo, presenza di pericoli in volo (ad esempio palloni aerostatici, nubi di cenere vulcanica, turbolenza, restrizioni dello spazio aereo) questioni attinenti all'indisponibilità di alcuni servizi o al cambiamento dello stato di efficienza di alcune infrastrutture. Inoltre un FIC è responsabile di allertare il servizio di ricerca e soccorso ogni volta che, in linea con procedure ben definite, si abbia il fondato sospetto che un volo sia in pericolo.
Per svolgere questi compiti un FIC deve essere provvisto di adeguati collegamenti con gli enti del servizio meteorologico, del servizio informazioni aeronautiche, con gli enti del servizio del traffico aereo adiacenti, e avere adeguate apparecchiature per le comunicazioni con gli aeromobili in volo nella regione informazioni volo di competenza. Il traffico in volo può essere monitorato grazie a sistemi radar oppure con l'ausilio di strisce progresso volo.
L'istituzione di un FIC per fornire Servizio Informazioni Volo e il  servizio di allarme in uno spazio aereo definito o all'interno di alcune rotte ATS costituisce il primo passo per lo sviluppo di un sistema ATS più complesso.

## Compiti del FIC
Tra i vari compiti di un FIC, connessi con l'erogazione del Servizio Informazioni Volo nella regione di propria responsabilità vi è quello di fornire agli aeromobili ogni tipo di informazione che possa interessare la sicurezza tra cui:
- regolaggio altimetrico;
- SIGMET, AIRMET e condizioni o previsioni meteorologiche sugli aeroporti di destinazione, di partenza e alternati;
- notizie sull'attività eruttiva vulcanica, sulle conseguenti nubi di cenere e sul rilascio nell'atmosfera di materiale radioattivo o tossico;
- informazioni sull'indisponibilità o la riattivazione di radioassistenze, modifiche nell'operatività di aerodromi e dei servizi erogati;
- informazioni su palloni aerostatici liberi senza equipaggio (ad esempio palloni sonda);
- rischi di collisione con altri aeromobili;
- su richiesta del pilota che operi sul mare, quando disponibili, nominativo radio e posizione di navi nell'area sorvolata;
- informazioni sul degrado delle Condizioni meteo per il volo a vista.